# 粟谷明生
粟谷 明生（あわや あきお、1955年（昭和30年）9月30日 - ）はシテ方喜多流の能楽師で、重要無形文化財総合認定保持者である。

## 概説
粟谷菊生（人間国宝・日本芸術院会員）の長男として東京に生まれる。父、喜多実（喜多流十五世宗家）並びに友枝昭世（人間国宝・日本芸術院会員）に師事した。『鞍馬天狗』の花見にて初舞台（3歳）。1963年（昭和38年）に『猩々』にて初シテを勤め、以後、『猩々乱』、『道成寺』、『翁』、『安宅』、『望月』、『三輪』神遊、『絵馬』女体など大曲を披く。自身の舞台活動に励みつつ、大阪大学、東北大学で学生への指導にも尽力する。

## 主な略歴
- 1959年（昭和34年）「鞍馬天狗」花見にて初舞台（シテ粟谷菊生）
- 1963年（昭和38年）「猩々」にて初シテ
- 1982年（昭和57年）「猩々乱」
- 1986年（昭和61年）「道成寺」
- 1995年（平成7年）　「翁」
- 1999年（平成11年）「安宅」
- 2007年（平成19年）「三輪」神遊
- 2009年（平成21年）「石橋」連獅子
- 2010年（平成22年）「定家」
- 2012年（平成24年）「景清」
- 2015年（平成27年）「正尊」
- 2017年（平成29年）「石橋」一人獅子
- 2018年（平成30年）『卒都婆小町』披く

## 著書
- 『粟谷菊生能語り』粟谷明生、ぺりかん社、2007年10月。ISBN 978-4-8315-1186-7。
- 『夢のひとしずく能への思い』ぺりかん社、2015年12月。ISBN 978-4-8315-1186-7。

## 映像
- 『原典「平家物語」DVD　卷第五』「月見」（ハゴロモ、2002年）
- 『DVD能楽囃子「大和秦曲抄２」五体風姿』舞囃子「羽衣」（檜書店、2010年）
- 『道成寺』（平成26年3月粟谷能の会）NHK公開録画・放送

## 脚註